# Stupawoje
Stupawoje (biał. Ступавое; ros. Ступовое, Stupowoje) – wieś na Białorusi, w obwodzie witebskim, w rejonie orszańskim, w sielsowiecie Smolany.